# 655
Cette page concerne l'année 655  du calendrier julien. Pour l'année 655 av. J.-C., voir 655 av. J.-C.
L'année 655 est une année commune qui commence un jeudi.

## Événements

### Asie
- Octobre, Chine : Wu Zetian, concubine de Taizong reprise par Gaozong fait accuser l’impératrice en titre du meurtre de sa fille qu’elle avait elle-même étouffée et prend sa place aux côtés de l’empereur[1].

- En Inde Vikramaditya Ier (en) le fils de Pulakesin II (en), reprend les territoires pris par les Pallava en 642, dont la capitale Vâtâpi, et restaure l'empire des Châlukya. Il prend un temps Kanchi, la capitale Châlukya, pendant cette guerre et règne jusqu'en 678. Son frère Chandraditya administre les provinces frontières[2].

### Europe
- 16 septembre : le pape Martin Ier meurt de maladie et de privation en exil à Chersôn[3].
- 15 novembre (ou 654) : défaite et mort de Penda, roi de Mercie allié aux Gallois contre les Saxons de Oswy de Northumbrie à la bataille de Windwaed Field, près de Leeds[4]. Les Gallois sont coupés de la Cumbria au nord. La Mercie se convertit au christianisme après la mort de Penda[5].
- IXe Concile de Tolède, concile restreint qui établit certaines règles ecclésiastiques[6].
- Victoire navale décisive des Arabes à la « bataille des mâts » contre Byzance sur les côtes de Lycie (Dhat al-Sawari)[7].